# Street Fighter 30th Anniversary Collection
Street Fighter 30th Anniversary Collection est une compilation de jeux vidéo développée par Digital Eclipse et éditée par Capcom, sortie le 29 mai 2018 sur Windows, Nintendo Switch, PlayStation 4 et Xbox One. Elle propose une douzaine de jeux de la série Street Fighter,, :
- Street Fighter
- Street Fighter II
- Street Fighter II': Champion Edition
- Street Fighter II: Hyper Fighting
- Super Street Fighter II
- Super Street Fighter II Turbo
- Street Fighter Alpha
- Street Fighter Alpha 2
- Street Fighter Alpha 3
- Street Fighter III
- Street Fighter III: 2nd Impact
- Street Fighter III: 3rd Strike

Parmi cette douzaine de jeux, quatre sont jouables en multijoueur en ligne : Street Fighter II: Hyper Fighting, Super Street Fighter II: Turbo, Street Fighter Alpha 3 et Street Fighter III: 3rd Strike.
Une édition limitée Pix'n Love est également commercialisée pour Nintendo Switch, PlayStation 4 et Xbox One